# Marco Celio Faustino
Marco Celio Faustino (latino: Marcus Caelius Faustinus; fl. 206) fu un senatore dell'Impero romano, console suffetto per il 206 assieme a Publio Tullio Marso.

## Biografia
Faustino e il suo collega erano completamente sconosciuti, prima del ritrovamento del diploma militare che li menziona.
La sua onomastica dice poco. Un Celio Calvino fu console suffetto prima del 184 ed è identificato col padre di Decimo Celio Calvino Balbino, a sua volta console suffetto nel 200 o poco prima di quella data; sono anche noti un Celio Onerato governatore della Tracia sotto Settimio Severo e un Celio Felice consolare sotto Commodo. Queste possibili parentele non sono però decisive, così come quelle possibili con un Marco Celio Giuliano, tribuno laticlavio della Legio XIII Gemina e un Marco Celio Flavio Proculo, pretore sepolto a Capua.
Più probabile il legame con Marcia Celia Procilla, moglie del vir clarissumus Publio Flavio Pomponiano Pudente e figlia di Marco Celio Saturnino, flamen perpetuus che a Timgad eresse statue in onore di Antonino Pio e Marco Aurelio Cesare; Faustino potrebbe essere il nipote di questo flamen, promosso al rango senatoriale.